# Masacre del pozo de Barbara
La Masacre del Pozo de Barbara (esloveno: Pokol v Barbara rovu, croata: Pokolj u Barbarinom rovu), también conocida como la masacre de Huda Jama, fue la ejecución en masa de miembros de las Fuerzas Armadas del Estado Independiente de Croacia y la Guardia Nacional Eslovena, así como de civiles. después del final de la Segunda Guerra Mundial en Yugoslavia, en una mina de carbón abandonada cerca de Huda Jama, Eslovenia. Más de mil personas fueron ejecutadas por los partisanos yugoslavos durante mayo y junio de 1945, después de las repatriaciones de Bleiburg por parte de Reino Unido. La mina fue sellada con barreras de cemento y se prohibió la discusión al respecto[cita requerida].
El sitio de la fosa común, uno de los más grandes de Eslovenia, se discutió públicamente por primera vez en 1990, después de independencia de Eslovenia. Se levantó una capilla conmemorativa cerca de la entrada de la mina en 1997. La investigación de la mina Barbara (esloveno: Barbara rov) comenzó en 2008. A los trabajadores les llevó varios meses quitar los muros de hormigón construidos después de la guerra para sellar la cueva. El 3 de marzo de 2009, los investigadores encontraron 427 cuerpos no identificados en una zanja en la mina. Se encontraron otros 369 cadáveres en los primeros cinco metros de un pozo cercano. Posteriormente, los líderes políticos croatas y eslovenos visitaron la mina Barbara para rendir homenaje a las víctimas. El 25 de octubre de 2017, el gobierno esloveno anunció que los restos de 1.416 víctimas fueron exhumados del sitio y enterrados de nuevo en el parque conmemorativo de Dobrava, cerca de Maribor.

## Antecedentes
Durante la Segunda Guerra Mundial, la mina del pozo de Bárbara, una mina situada a 16 kilómetros del sur del pueblo de Celje, fue usada por los alemanes para la producción de carbón. La mina fue cerrada en mayo de 1944
Con el colapso del Estado Independiente de Croacia, en mayo de 1945, las fuerzas armadas de Croacia, se retiraron hacia Austria con el objetivo de rendirse ante las fuerzas británicas. El 6 de mayo dichas fuerzas enviaron una petición de colaboración con los Aliados, la cual fue rechazada. Los partisanos de Yugoslavia tomaron control de Zagreb, la capital del Estado Independiente de Croacia; el 8 de mayo. Las tropas marcharon a través de Eslovenia y varios civiles les acompañaron. El 14 de mayo, varias tropas fueron admitidas por los británicos. El 15 de mayo, la tropa principal llegó al pueblo de Bleiburg, donde su rendición fue rechazada y fueron repatriados a Yugoslavia.